# Astichopus multifidus
Astichopus multifidus är en sjögurkeart som först beskrevs av Sluter 1910.  Astichopus multifidus ingår i släktet Astichopus och familjen signalsjögurkor. Inga underarter finns listade i Catalogue of Life.